# جوزيف إيلفبي
جوزيف إيلفبي (بالسويدية: Josef Elvby)‏ (13 يوليو 1982 في السويد - ) هو لاعب كرة قدم سويدي في مركز الوسط. لعب مع نادي هكن وQviding FIF ‏ ونادي أوسترس ونادي فارنامو.

## وصلات خارجية
- جوزيف إيلفبي على موقع الاتحاد الأوربي (الإنجليزية)
- جوزيف إيلفبي على موقع قاعدة بيانات كرة القدم.إي يو (الإنجليزية)
- جوزيف إيلفبي على موقع Soccerway.com (الإنجليزية)